# Festung Pischpek
Die Festung Pischpek war eine militärische Anlage im Norden der heutigen kirgisischen Hauptstadt Bischkek.

## Geschichte
Khan Muhammad Ali ließ die Festung im Jahr 1825 als Außenposten des Khanats Kokand errichten. Die Festung war Teil der nördlichen Verteidigungslinie des Khanats gegen die russische Präsenz im heutigen Kasachstan. Gleichzeitig war die Festung von wirtschaftlicher Bedeutung, da sie an einem zentralen Handelsweg für Karawanen und Nomaden lag und damit auch das Eintreiben von Steuern erleichterte. Die Festung aus Lehmziegeln wurde von zehn Meter dicken und fünf Meter hohen Mauern umgeben und zog bereits Mitte des 19. Jahrhunderts circa 1000 Einwohner an. Im Jahr 1860 wurde die Festung erstmals von kirgisischen Aufständischen und russischen Truppen eingenommen, konnte aber vom Khanat Kokand zurückerobert werden. Erst 1862 wurde die Festung nach einer Belagerung endgültig von russischen und kirgisischen Truppen unter dem russischen General Kolpakowski eingenommen und zerstört. Danach begann die urbane Entwicklung des Orts: 1870 beschloss Konstantin von Kaufmann Pischpek zur Bezirkshauptstadt auszubauen, 1878 erhielt sie diesen Status offiziell.

## Heutiger Zustand
Die Überreste der Festung befinden sich im Norden der kirgisischen Hauptstadt Pischpek. Auf einem Hügel sind Reste der Mauern und des Fundaments zu erahnen. Trotz mehrerer Initiativen in dieser Richtung wurde das Gelände bis heute nicht unter Denkmalschutz gestellt.